# Vector W2
Vector W2 – supersamochód z 1978 roku. Samochód firmy Vector Aeromotive Corporation to drugie auto tego producenta. Prototyp miał swoją premierę w 1973 roku. Model prototypowy przejechał 100 000 mil (160 000 km), to rekord wśród prototypów. Właściciel, Gerald Wiegert określił cenę sprzedaży auta na 150.000 dolarów amerykańskich, ale samochód nie został sprzedany. Auto charakteryzowało się bardzo agresywnym kształtem w postaci klina. Wnętrze posiadało klimatyzację, zestaw komputerów pokładowych sprawdzających stan silnika, ciśnienia, temperatur cieczy i wysokiej klasy radioodbiornik firmy Blaupunkt. Fotele pochodziły z firmy Recaro. W aucie zastosowano wyrafinowaną budowę klatkową a w produkcji użyto wysokiej klasy materiałów aluminiowych, w tym po raz pierwszy części z karbonu. Mimo znacznej szerokości (auto było jednym z najszerszych na rynku) i kolosalnych rozmiarów opon, szczególnie na tylnej osi, masa własna nie przekraczała 1300 kg. Prędkość maksymalna nie została nigdy określona w sposób niezależny. Poproszono Geralda Wiegerta, ten jednak odmówił zgody na przeprowadzenie niezależnych pomiarów prędkości. Czasopismo motoryzacyjne Auto Becker z Düsseldorfu zorganizowało test porównawczy na lotnisku w Kolonii z innymi autami, takimi jak Ferrari 512 BB, De Tomaso Pantera i Lamborghini Countachem, w którym auto osiągnęło prędkość maksymalną 322 km/h, a nie jak zapewniał producent 389 km/h.

## Dane Techniczne Vectora W2

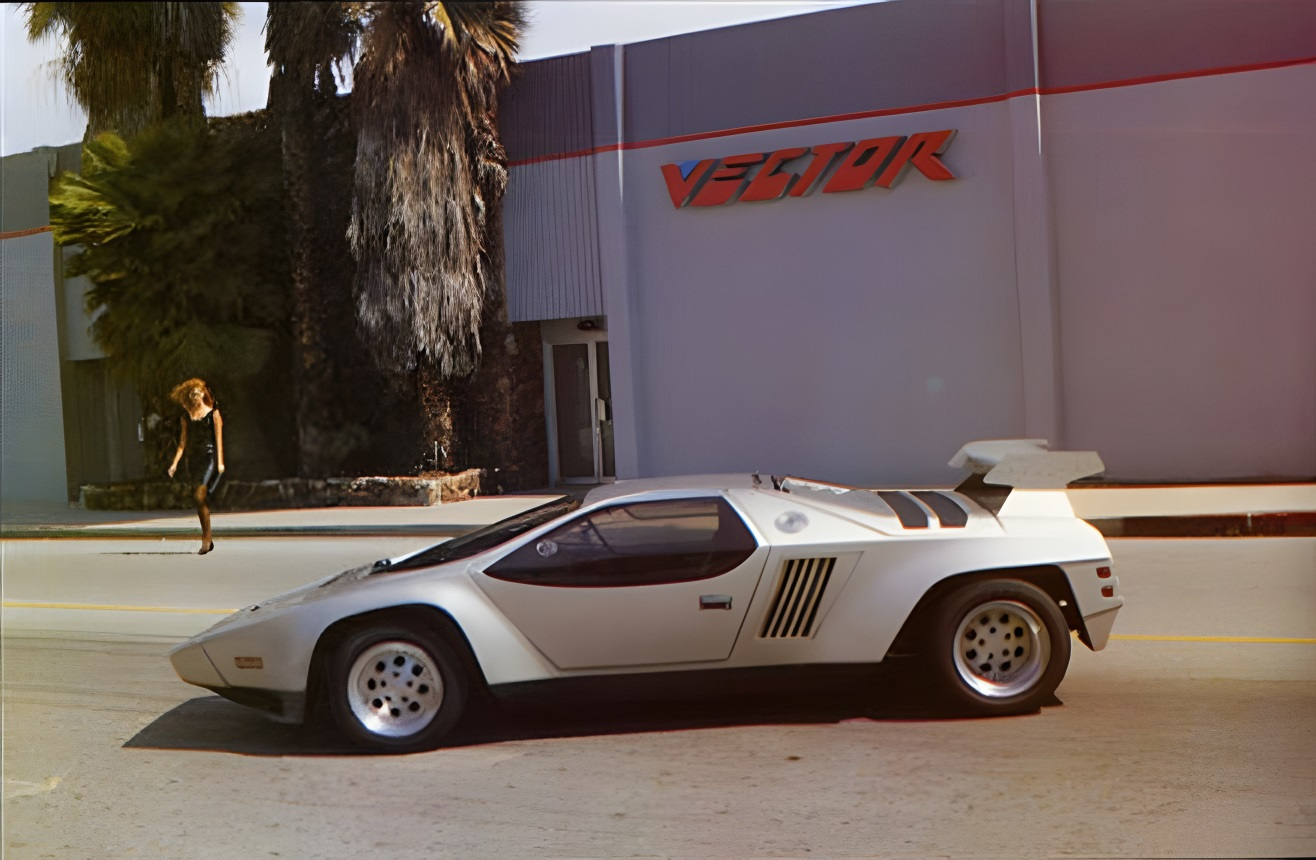
Vector W2 - bok pojazdu

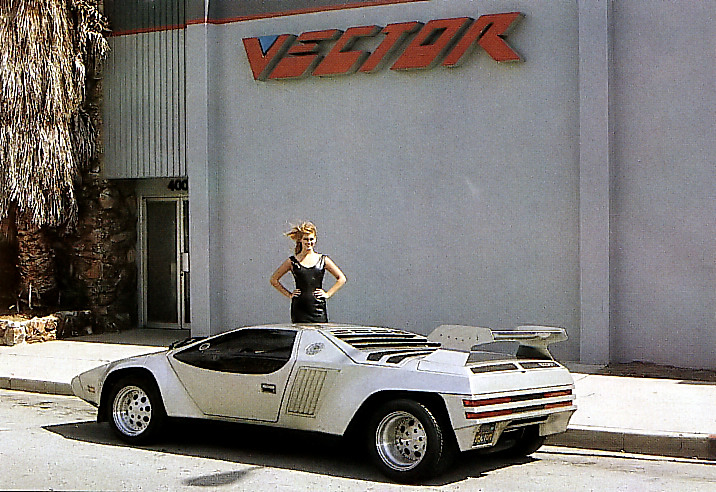
Vector W2 - przy siedzibie firmy

| Marka i model:                 | Vector W2 |
| ------------------------------ | --- |
| Premiera:                      | 1973 |
| Lata produkcji:                | 1976-1989 |
| Silnik:                        | Chevrolet Small-Block V8, dostrojony przez firmę Donovan 70° (8-cylindrowy w układzie widlastym)                                   |
| Turbodoładowanie:              | TAK - Podwójne doładowanie firmy AiResearch                                                                                        |
| Liczba zaworów.:               | 16v (2 zawory na cylinder) |
| Pojemność skok.:               | 5730 cm³ |
| Układ zasilania:               | wtrysk bezpośredni |
| Moc kW (KM):                   | 441 kW (600 KM) przy 5700 1/min |
| Max. moment obrotowy:          | 800 Nm przy 4800 1/min |
| Stopień sprężania:             | 8,1:1 |
| Przełożenia / skrzynia biegów: | 3-biegowa automatyczna, napęd na tylną oś                                                                                          |
| Układ hamulcowy:               | Stalowe, wentylowane z przodu i z tyłu, zaciski 4-tłoczkowe, z tyłu 2-tłoczkowe Średnica tarcz – (Przód: Ø 309 mm / Tył: Ø 309 mm) |
| Karoseria / Nadwozie:          | Konstrukcja stalowa, aluminium, kompozyty.                                                                                         |
| Rozstaw osi:                   | 2616 mm |
| Opony:                         | Felgi - aluminiowe (przód: Goodyear GS-E - 225 x 55 / VR15 / tył: Goodyear GS-E - 345 x 35 / VR15)                                 |
| Miary D x S x W (mm):          | 4368 x 1930 x 1080 mm |
| Zbiornik paliwa:               | 113 l |
| Masa własna:                   | 1262 kg |
| Prędkość maksymalna (km/h):    | 322 km/h |
| Przyśpieszenie 0 – 100 km/h:   | 4,5 s |
| Droga hamowania ze 100km       | b/d |
| Zużycie paliwa na 100km        | b/d |

## Dane techniczne

### Silnik
- V8 Twin-Turbo 5.7 l (5730 cm³), 2 zawory na cylinder, OHC
- Moc maksymalna: 600 KM (441 kW) przy 5700 obr./min

### Osiągi
- Przyspieszenie 0-100 km/h: 4,5 sekundy

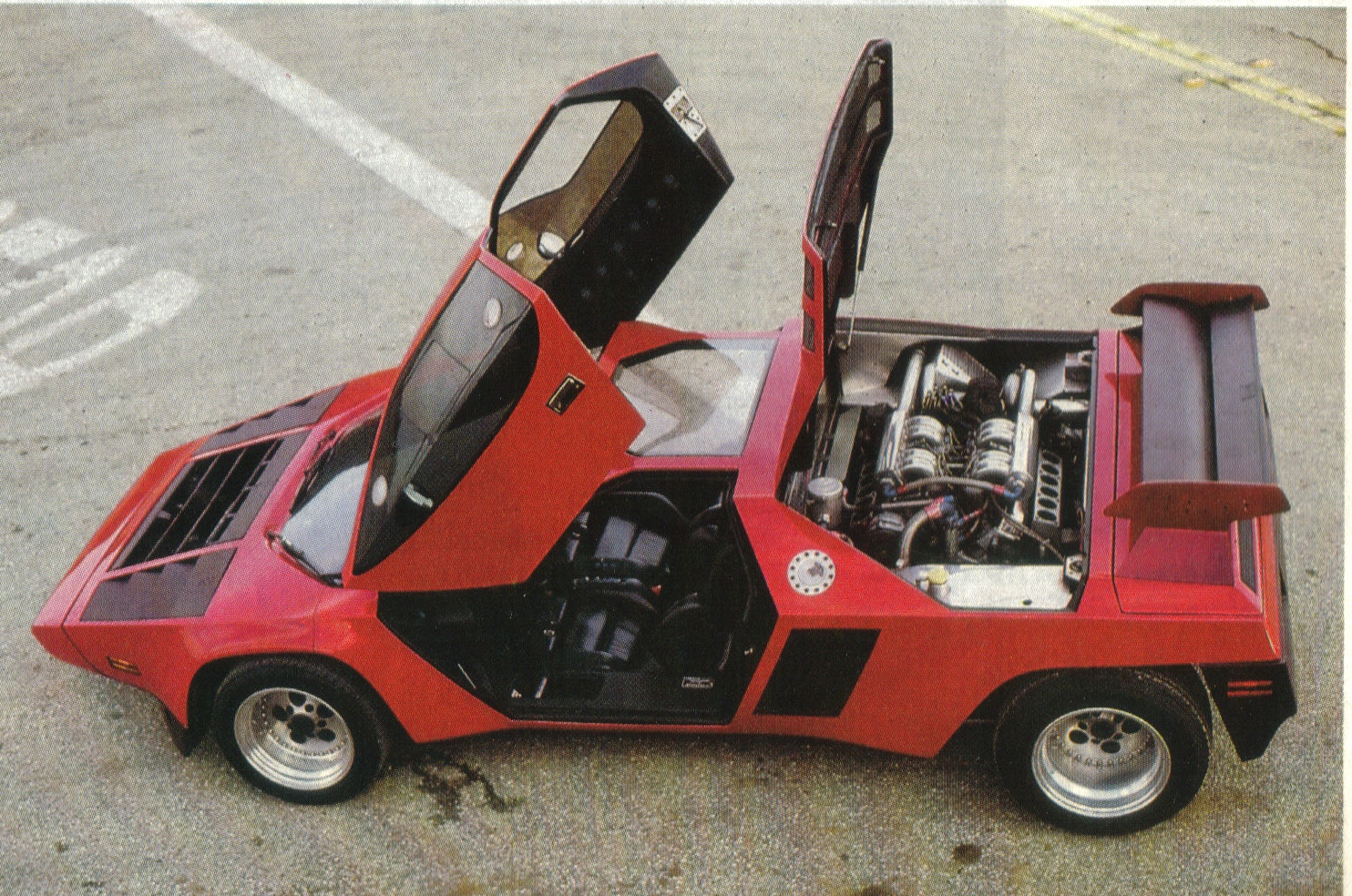
Yamaha OX99-11 - pojazd produkcyjny

- Prędkość maksymalna: 322 km/h